# Teresa Leger Fernandez
Teresa Isabel Leger Fernández (nacida el 1 de julio de 1959) es una abogada y política estadounidense que representa el tercer distrito del Congreso de Nuevo México en la Cámara de Representantes de los Estados Unidos.

## Educación y primeros años
Leger Fernández nació en Las Vegas, Nuevo México. Su madre, Mela Leger, era educadora bilingüe y su padre, Ray Leger, fue miembro del Senado de Nuevo México. Después de graduarse de West Las Vegas High School, Leger Fernández obtuvo una licenciatura en Artes de la Universidad de Yale y un doctorado en Derecho de la Facultad de Derecho de Stanford.

## Posiciones políticas
Leger Fernández ha abogado por un "Nuevo Pacto Verde de Nuevo México", Medicare para todos, una transición del fracking a la energía verde y la prohibición de la venta de rifles semiautomáticos de estilo militar. Apoyó una reforma migratoria integral y la Ley DREAM. Durante el 117.º Congreso, votó con la posición declarada del presidente Joe Biden el 100% de las veces, según un análisis de FiveThirtyEight.